# 1998 YB12
1998 YB12 är en asteroid i huvudbältet som upptäcktes den 27 december 1998 av den japanska astronomen Takao Kobayashi vid Ōizumi-observatoriet.
Asteroiden har en diameter på ungefär 14 kilometer.